# Pleopeltis polypodioides
Pleopeltis polypodioides là một loài thực vật có mạch trong họ Polypodiaceae. Loài này được (L.) E.G. Andrews & Windham miêu tả khoa học đầu tiên năm 1993.

## Hình ảnh

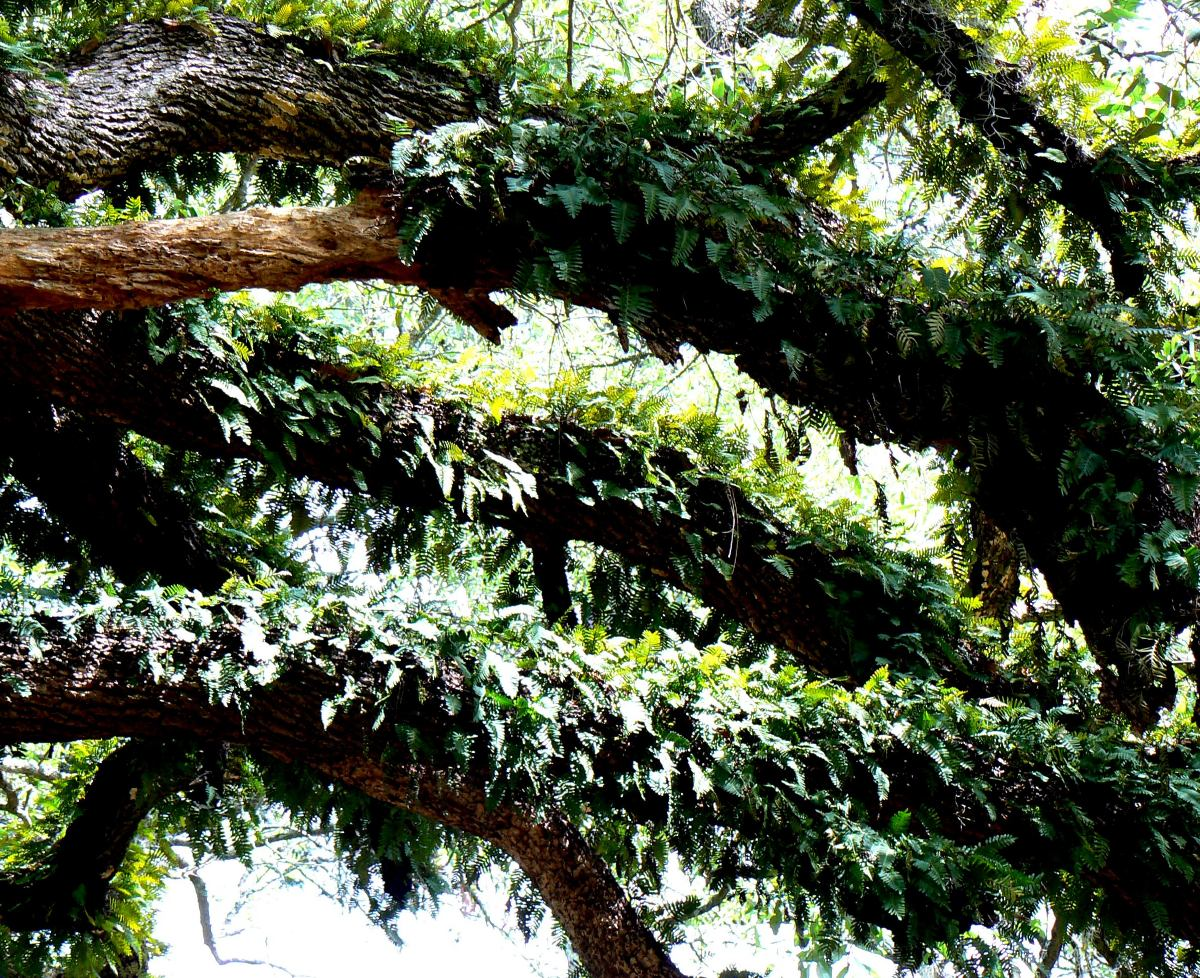
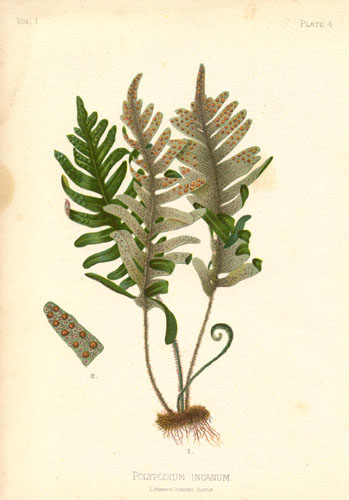
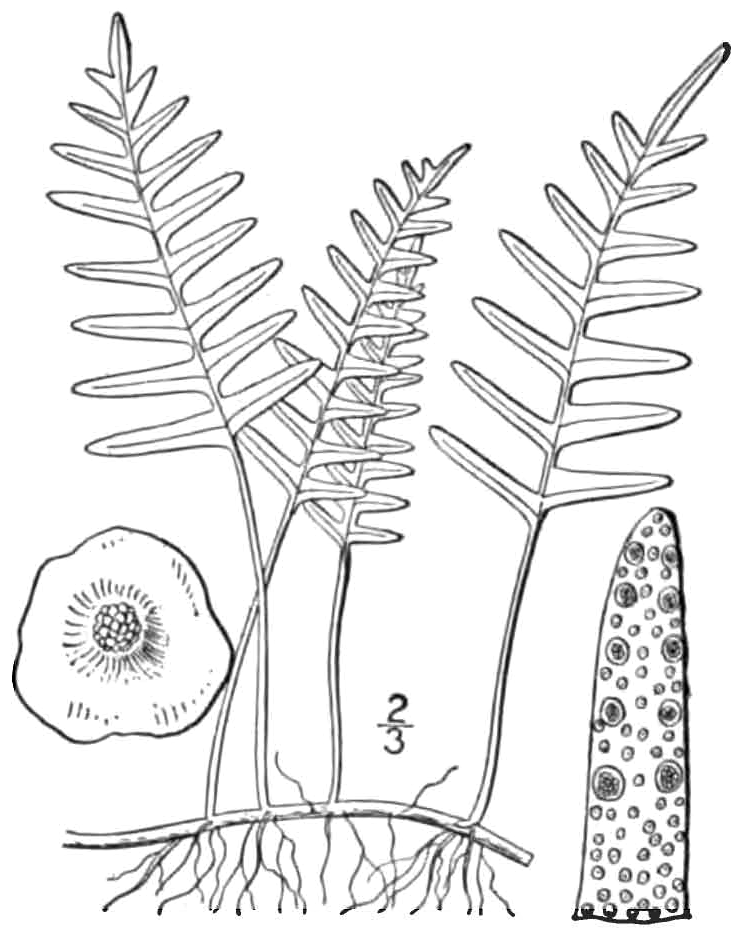
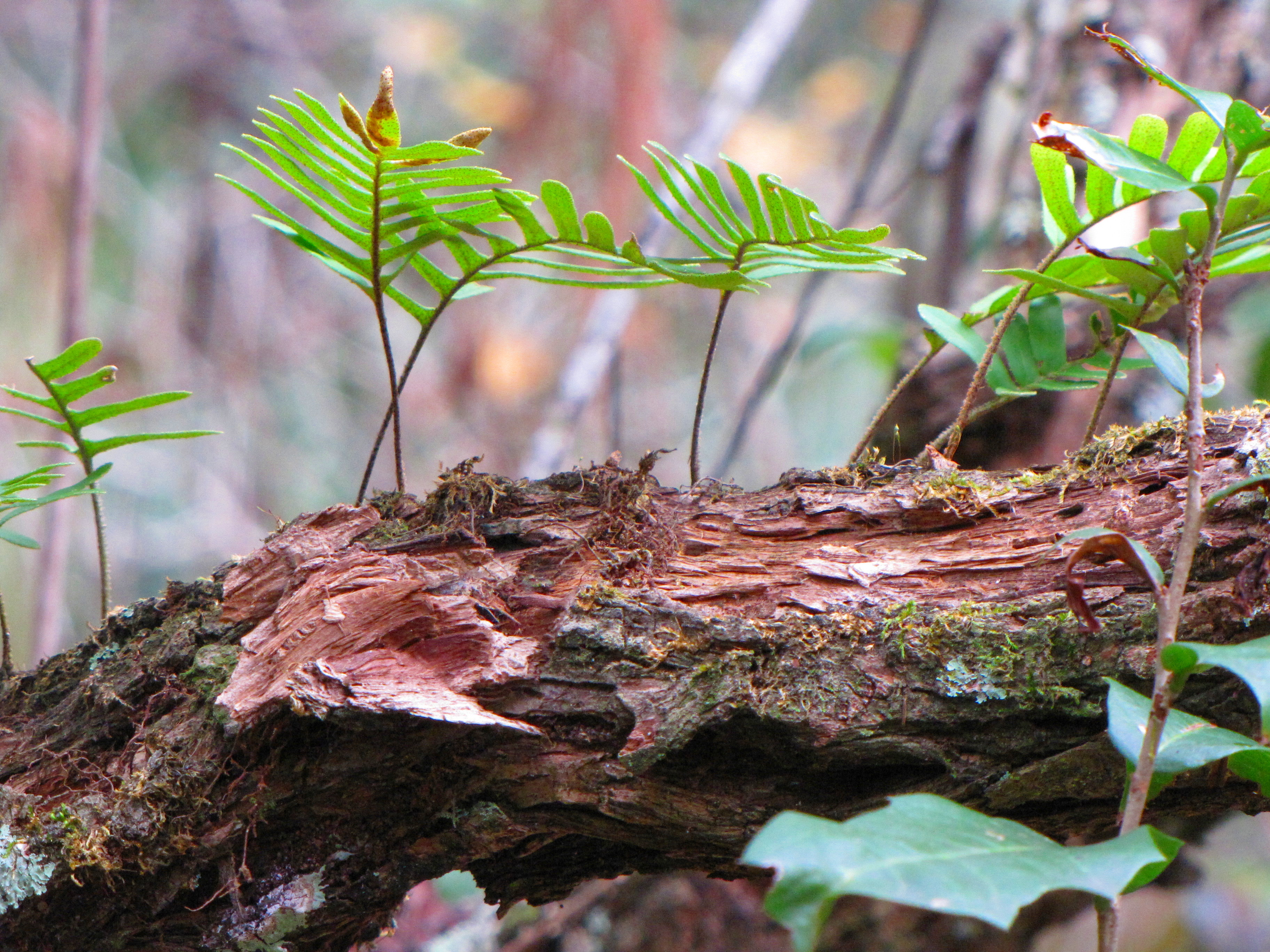